# フォード・グラナダ (ヨーロッパ)
グラナダ（Granada ）はイギリスと西ドイツのフォード欧州部門が1972年から1994年まで製造販売した中型乗用車である。1985年に登場した3代目はドイツではスコーピオと改名され、グラナダの名は消滅したが、イギリスではグラナダの名前で1994年まで生産・販売された。

## 初代 （1972年 - 1977年）
1972年3月に登場。それまで欧州フォードの上級車は英国ではゼファー・ゾディアック、西ドイツではタウヌス17M/20M/26Mという全く別のモデルが生産されていたが、1967年のエスコートに始まり、1969年のカプリ、1970年のタウヌス13-15M/コーティナと進行してきた英独生産モデルの統合が、このグラナダの登場によって完結した。なお、デビュー当初は廉価版は「コンサル（Consul）」という、英国フォードで長年使われた名称が与えられて別車種とされていたが、1975年には全車種が「グラナダ」に統一された。
グラナダは機構的には既存フォード各車の方式を踏襲していた。エンジンはイギリス生産車ではV型4気筒2,000cc、V型6気筒2,500/3,000ccのいわゆる「エセックス」エンジンが搭載され、ドイツ生産車にはタウヌス17Mに用いられていたV型4気筒1700cc、V型6気筒2,000/2,300/2,600ccの「ケルン」エンジン、そして英国と同じV6・3000ccが積まれていた。ドイツ生産車のV4エンジンは1974年に、アメリカのピント用に開発・生産されていた直列4気筒エンジンに置き換えられた。サスペンションはタウヌス13-17M/コーティナと同じ形式で、前が欧州フォードが開発したマクファーソン・ストラットではなくダブル・ウィッシュボーンの独立、後はコイルスプリングで吊られた固定軸であった。ゼファー・ゾディアックのブレーキは当時としては珍しい4輪ディスクであったが、グラナダでは後輪はタウヌス17M/20M/26M と同じく、ドラムに戻された。
ボディバリエーションには2ドア・4ドアセダン、5ドアワゴン、2ドアクーペがあった。クーペは当初コークボトル型の丸みを帯びたスタイルで西ドイツでのみ販売され、英国では売られなかったが、1974年にシリーズ全体がマイナーチェンジを受けた際に直線的なスタイルに改められ、英国でも最上級の「ギア」（従来の「GLX」から改称）仕様に限って販売されるようになった。
グラナダは南アフリカでも生産され、現地の道路事情に合わせてV8エンジン搭載車も作られた。また、日本にも1973年頃まではディーラーの近鉄モータース・ニューエンパイヤモーターなどから輸入されていた。

## 2代目 （1977年 - 1985年）
1977年8月に登場した二代目は車体を角張らせ、内容を改良したもので、ビッグマイナーチェンジに近いものであった。5ドアワゴンは旧型の車体後半を流用していたほどである。旧型との最大の相違点は、イギリス向けにも2,300/2,800ccの「ケルン」V6エンジンが、設計の古い「エセックス」に換えて搭載されたことで、単なるクーラーではない完全なエアコンも装備可能になり、2800ccモデルへの燃料噴射の採用も行われ、リアスポイラーや軽合金ホイールを装備したスポーティモデルとして売られた。プジョー・504/505と同じディーゼルエンジンを搭載したものも、主にタクシー向けに比較的少数が生産された。また、マークⅡからは英国向けも含めて全てのグラナダがドイツ製となった。また、2ドアクーペはマークⅠ限りで消滅した。
1982年にはマイナーチェンジを受け、フロントグリルを空気抵抗の少ない形に変更し、騒音・振動・ショック（NVH）低減が行われた。イギリス向けにはコノリー製本革シートを装備した最上級の「ギアXエグゼクティブ」も追加された。
日本へも1980年代半ば、少数輸入車枠を利用して近鉄モータースが2.8iの輸入を再開した。また、韓国の現代自動車でもOEM生産され、そこから東南アジア諸国へも輸出された。

## 3代目 （1985年 - 1994年）
1985年8月にモデルチェンジされ、ワゴンが廃止された代わりに弟分のシエラにも似た5ドアハッチバックが追加された。名称もイギリスとアイルランド向け以外はスコーピオと改名された。